# Лавър Корнилов
Лавър Георгиевич Корнилов (на руски: Лавр Гео́ргиевич Корни́лов) е руски военачалник, генерал, върховен главнокомандващ на руската армия (1917). Пътешественик-изследовател, военен дипломат.
Герой от руско-японската и Първата световна война. Организатор и харизматичен лидер на Бялата гвардия.

## Детство
Лавър Георгиевич Корнилов е роден на 18 август (30 август по стар стил) 1870 г. в град Уст Каменогорск (днешен Казахстан), в семейството на знаменосеца на Сибирската казашка армия Егор (Георгий) Корнилов. Майка му Мария Ивановна също е от казашки род.
През 1881 г. семейство Корнилови пристигат от Семипалатинска област на границата с Китай. През 1883 г. младият Корнилов е зачислен в Сибирския кадетски корпус, разположен в град Омск.
Въпреки пропуските в образованието (3-ти клас в основното училище) младият Корнилов, – много трудолюбив и способен младеж, скоро се нарежда сред най-добрите в корпуса. С отлични препоръки получава право на избор на военно училище за продължаване на военното си обучение. Избира престижното Михайловско артилерийско училище в Санкт Петербург, където постъпва през август 1889 г.

## Служба в руската армия
В периода 1889 – 1892 г. Корнилов учи в Михайловското артилерийско училище. Завършва го с отличие и получава назначение в Туркестанската артилерийска бригада. По време на службата продължава да се самообразова, изучава източни езици.

### Генерал-щабна академия
През 1895 г. е зачислен като слушател в Николаевската генерал-щабна академия в Санкт Петербург. През 1897 г., завършвайки академията с малък сребърен медал, щабс-капитан Корнилов се отказва от място в Санкт Петербург и избира служба в Туркестанския военен окръг.

### Експедиции в Азия
Участва в експедиции в Афганистан, Китай (Източен Туркестан), Персия, Индия и Монголия.
От 1898 до 1904 г. служи в Туркестан като помощник на старшия адютант в щаба на окръга, а по-късно и като щабен офицер за поръчения при щаба. С риск за живота провежда разузнаване на британската крепост Дейдади в Афганистан. Извършва ред дълги изследователски и разузнавателни експедиции в Източен Туркестан (Кашгар), Афганистан и Персия. Освен задължителните за випускник на генерал-щабната академия немски и френски език добре овладява английски и персийски език, както и урду.
От ноември 1903 до юни 1904 г. се намира в Индия с цел „изучаване на езика и нравите на народа на Белуджистан“, а фактически – за анализ на състоянието на британските колониални войски. През 1905 г. неговият секретен доклад „Отчет за пътуването в Индия“ е предаден в Генщаба.

### Руско-японска война
През юни 1904 г. подполковник Корнилов е назначен в Генералния щаб в Санкт Петербург, но скоро е прехвърлен в действащата армия. От септември 1904 г. до декември 1905 г. е щабен офицер, след което е назначен за началник-щаб на 1-ва стрелкова бригада.
През февруари 1905 г., по време на отстъплението от град Шенянг, с атака пробива обкръжението и извежда бригадата от обръча, съединявайки се с другите части на армията. Награждаван е многократно, в това число с орден „Свети Георгий“ 4-та степен, и е произведен в чин полковник за „бойни заслуги“.

### Първа световна война
През 1914 г. генерал-майор Корнилов е началник на 48-а пехотна дивизия.

### Австрийски плен и бягство
В началото на април 1915 г., прикривайки оттеглянето на дивизията от обкръжение в Карпатските планини, генерал Корнилов е ранен 2 пъти и попада в плен на австрийците.
Спасявайки 48-а дивизия, генерал Корнилов позволява на 3-та армия да избегне пълен разгром. С указ на император Николай II от 28 април 1915 г. Корнилов е награден с орден „Свети Георгий“ 3-та степен.
След попадането му в плен генерал Корнилов е изпратен в лагер за висши офицери недалеч от Виена. Възстановен от раните си, опитва бягство, но първите 2 опита са безуспешни. Корнилов успява да избяга от плен през юли 1916 г. с помощта на чеха Франтишек Мърняк, служещ в лагера като помощник-аптекар. Спасявайки се от австрийски плен, генералът е приет лично от Николай II, който връчва на Корнилов орден „Свети Георгий“ 3-та степен. За бягството му пишат всички руски вестници и списания.
През септември 1916 г. Корнилов е назначен за командир на XXV армейски корпус на Югозападния фронт.

## Февруарска революция
На 2 март 1917 г. император Николай II подписва абдикация от трона и назначава генерал-лейтенант Корнилов за главнокомандващ войските на Петроградския военен окръг. Предполага се, че неговото популярно име на доблестен генерал повишава дисциплината в армията и спасява столицата от анархия и терор.
Сред първите грешки на Корнилов в ролята на главнокомандващ Петроградския ВО е арестът на бившата императрица Александра Фьодоровна и нейното семейство в Царско Село. Корнилов не е инициатор на ареста на императрицата, тъй като споделя монархически убеждения. Процедурата по ареста (резултат на отстъпки на „Временното правителство“ под натиска на Петроградския съвет) носи символичен характер, и трябвало да осигури безопасността на императорското семейство.
В края на април 1917 г. Корнилов е принуден да освободи поста главнокомандващ Петроградския ВО, след като рота на Финландския полк отказва да се подчини на негова заповед. Корнилов е прехвърлен на Югозападния фронт като командващ 8-а армия.
На 7 юли 1917 г. е назначен за главнокомандващ войските на Югозападния фронт. На 18 юли е назначен за върховен главнокомандващ. Правителството на Керенски назначава генерал Корнилов за върховен главнокомандващ най-вече защото разчита на високия авторитет на генерала във войската, както сред генералитета, така и сред офицерския и войнишкия състав. В този период армията е изпаднала в дълбоко морално разложение на дисциплината и това поставя самата държава в особено опасно положение. От една страна продължава войната с Германия и Австро-Унгария, от друга тече активна агитация от страна на болшевиките, есерите и другите радикални политически движения сред войските, немалка част от войниците дезертират, концентрирайки се в големите градски центрове на Русия, където тежката продоволствена криза, предизвикана от войната нажежава политическата обстановка до взривоопасна. В това състояние на държавата Керенски използва харизматичния образ на Корнилов като (надежда за) средство за укрепване на подкрепата на населението за Временното правителство още с идването си на власт. Заповедите на генерала са широко отразявани в пресата, дори името му е използвано като патрон на едно от първите доброволчески подразделения за подсилване на морала във войската – особено елитния 1-ви Корниловски ударен полк, еквивалент на щурмовите команди на имперската германска армия.

### Корниловски метеж
Според официалната версия на 26 август вечерта граф Владимир Николаевич Лвов, оберпрокурор на Синода на Руската православна църква (представител на държавата в Синода и на практика неофициален негов председател, тъй като Синодът е държавна институция, а Църквата няма патриарх), по думите на съвременници „ползващ се с репутацията на недалновиден, наивен и лекомислен“ се среща с министър-председателя Керенски и го уведомява за готвен военен преврат от страна на Корнилов, включващ оставката на Временното правителство и дори привикването на Керенски в Ставката (военновременния Генерален щаб на войските), където да бъде убит по заповед на Корнилов. Като потвърждение граф Лвов привежда и заповед на Керенски от предходния 25 август 1917 г. за въвеждането в столицата Петроград на 3-ти кавалерийски корпус под командването на генерал Александър Кримов. Заповедта е съгласувана със самия министър-председател на Временното правителство Керенски и с военния министър – есера Савинков, но граф Лвов убеждава премиера, че истинската причина за предислокацията на вярното на Корнилов съединение е за извършване на преврат и че всъщност под предлог на въвеждане на „надеждни войски“ за неутрализиране на болшевиките Корнилов цели да свали Временното правителство и да стане военен диктатор.
В хода на придвижването на казаците на Кримов към Петроград, под натиска на Петроградския съвет Керенски сменя своята първоначална позиция и на 27 август обявява генерал Корнилов за метежник. В същия ден Корнилов е свален от поста на върховен главнокоманващ. Революционните агитатори, сред които важна роля играят болшевиките, спират придвижването на 3-ти кавалерийски корпус, Корнилов и неговите сподвижници са арестувани, а Кримов се самоубива. От 2 септември до ноември 1917 г. Корнилов е в ареста в Могильов.
Някои руски историографи ревизират събитията от късното лято на 1917 г. в Петроград и смятат, че предполагаемият „Корниловски метеж“ е претекст, използван от Керенски за отстраняването на набиращия все по-голяма популярност генерал. Нещо повече, на фона на повсеместното държавно разложение в следцарска Русия генерал Корнилов и подготвеният от него план за разправа с болшевиките в Петроград е може би последното сериозно препятствие по пътя на Владимир Ленин, Лев Троцки и техните сподвижници към властта. Сериозни подозрения за това предизвиква и съдбата на ключовото в тези събития лице – граф Лвов. Дворянин, участвал в държавното управление по време на царска Русия, след Гражданската война болшевиките не просто му позволяват да се завърне, но му поверяват важна роля в определяне на политиката им по отношение на вероизповеданията.

## Бяла гвардия

### Доброволческата армия
На 6 декември 1917 г. в Новочеркаск, заедно с генералите Михаил Алексеев и Антон Деникин организира създаването на Доброволческа армия.
На 25 декември е обявен за командващ Доброволческата армия.

### Кубански („леден“) поход
Развитието на събитията около река Дон (отсъствие на подкрепа от казаците, победата на Съветите и гибел на атамана генерал Алексей Каледин) принуждава Доброволческата армия да се придвижи към Кубанския край за създаване на бази за борба с болшевиките. „Леденият поход“ преминава в невероятно тежки метеорологични условия и при безспирни атаки от страна на червеноармейските отряди. Въпреки огромното предимство в числен състав на Червената армия Корнилов успешно довежда Доброволческата армия (около 4000 души) до обединяване с Кубанската доброволческа армия.

### Гибел
На 31 март (13 април по стар стил) 1918 г. е убит от снаряд при щурма на Екатеринодар.
Гробът с тленните останки на Корнилов е прикрит при отстъплението на Доброволческата армия. На следващия ден болшевиките го откриват и пренасят тялото в Екатеринодар, където се гаврят с него, след което го изгарят на клада.

## Външни препртки
- Глава 32. Бунтът на Корнилов в Историята на Руската революция от Леон Троцки
- Бунтът на Корнилов – Болшевизъм: Пътят към революцията от Алън Уудс